# Одмунд Андерсен
Одмунд Андерсен (21. децембар 1915. – 23. новембар 1999) био је норвешки фудбалски одбрамбени играч који је играо на позицији штопера и био је резервни члан репрезентације Норвешке на Светском првенству у фудбалу 1938. године. Укупно је одиграо четири утакмице за Норвешку између 1936. и 1946. године. Његов старији брат Ханс Андерсен је такође једном наступао за Норвешку.
На клупском нивоу, Андерсен је играо за Мјондален . Био је члан тимова МИФ-а који су освојили Норвешки куп 1934. и 1937. године.